# Cowichan-Alberni (circonscription britanno-colombienne)
Pour les articles homonymes, voir Cowichan et Alberni.
Circonscription électorale provinciale du Canada
Cowichan-Alberni est une ancienne circonscription provinciale de la Colombie-Britannique représentée à l'Assemblée législative de la Colombie-Britannique de 1894 à 1898.

## Géographie
Le circonscription était située sur l'ile de Vancouver.

## Liste des députés
| Législature                                                    | Années                                       | Député                                       | Député                                       | Parti                                        | Député                                       | Député                                       | Parti                                        |
| Cowichan-Alberni                                               | Cowichan-Alberni                             | Cowichan-Alberni                             | Cowichan-Alberni                             | Cowichan-Alberni                             | Cowichan-Alberni                             | Cowichan-Alberni                             | Cowichan-Alberni                             |
| Circonscription issue de Alberni et Cowichan                   | Circonscription issue de Alberni et Cowichan | Circonscription issue de Alberni et Cowichan | Circonscription issue de Alberni et Cowichan | Circonscription issue de Alberni et Cowichan | Circonscription issue de Alberni et Cowichan | Circonscription issue de Alberni et Cowichan | Circonscription issue de Alberni et Cowichan |
| -------------------------------------------------------------- | -------------------------------------------- | -------------------------------------------- | -------------------------------------------- | -------------------------------------------- | -------------------------------------------- | -------------------------------------------- | -------------------------------------------- |
| 7e                                                             | 1894–1895                                    |                                              | Theodore Davie                               | Gouvernement                                 |                                              | James Mitchell Mutter                        | Gouvernement                                 |
| 7e                                                             | mars-oct. 1895                               |                                              | Vacant                                       | Vacant                                       |                                              | James Mitchell Mutter                        | Gouvernement                                 |
| 7e                                                             | 1895-1898                                    |                                              | George Albert Huff                           | Gouvernement                                 |                                              | James Mitchell Mutter                        | Gouvernement                                 |
| Circonscription abolie, redistribuée parmi Alberni et Cowichan |                                              |                                              |                                              |                                              |                                              |                                              |                                              |